# Meter über Adria

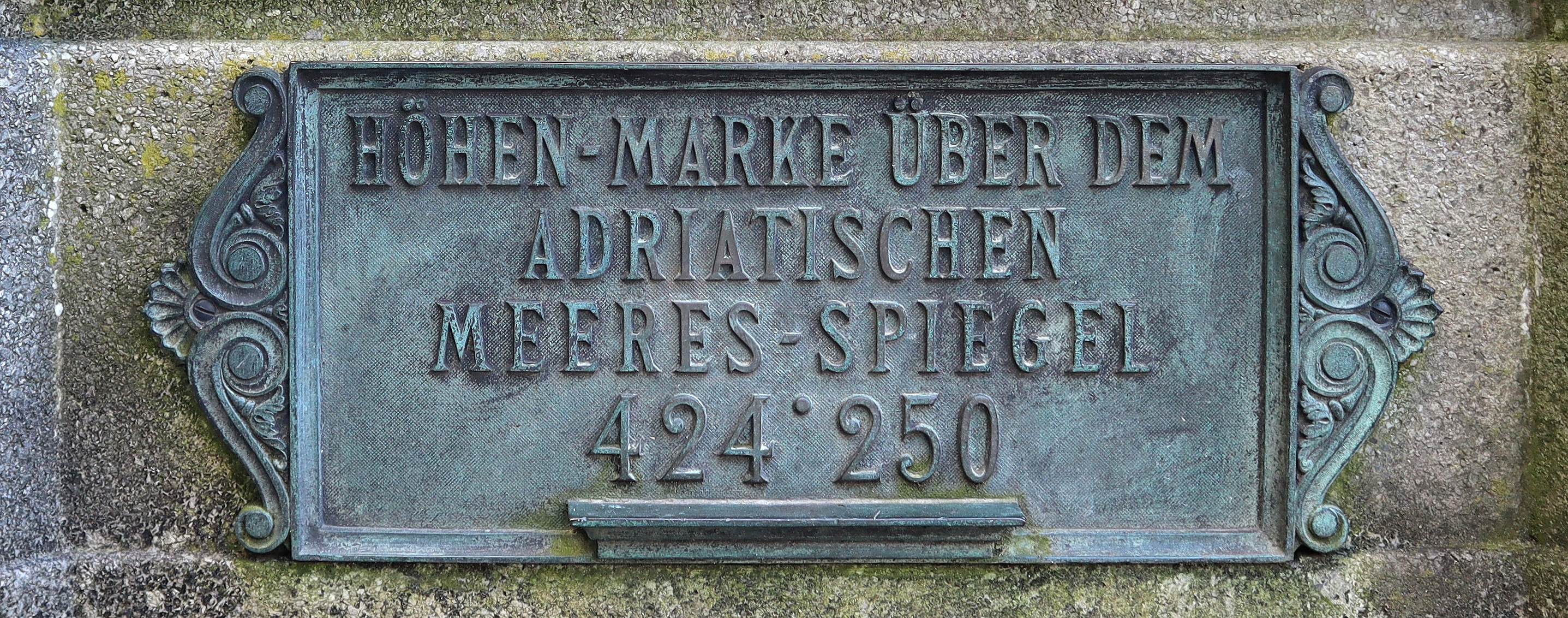
Höhenmarke aus dem Jahr 1888 in Salzburg

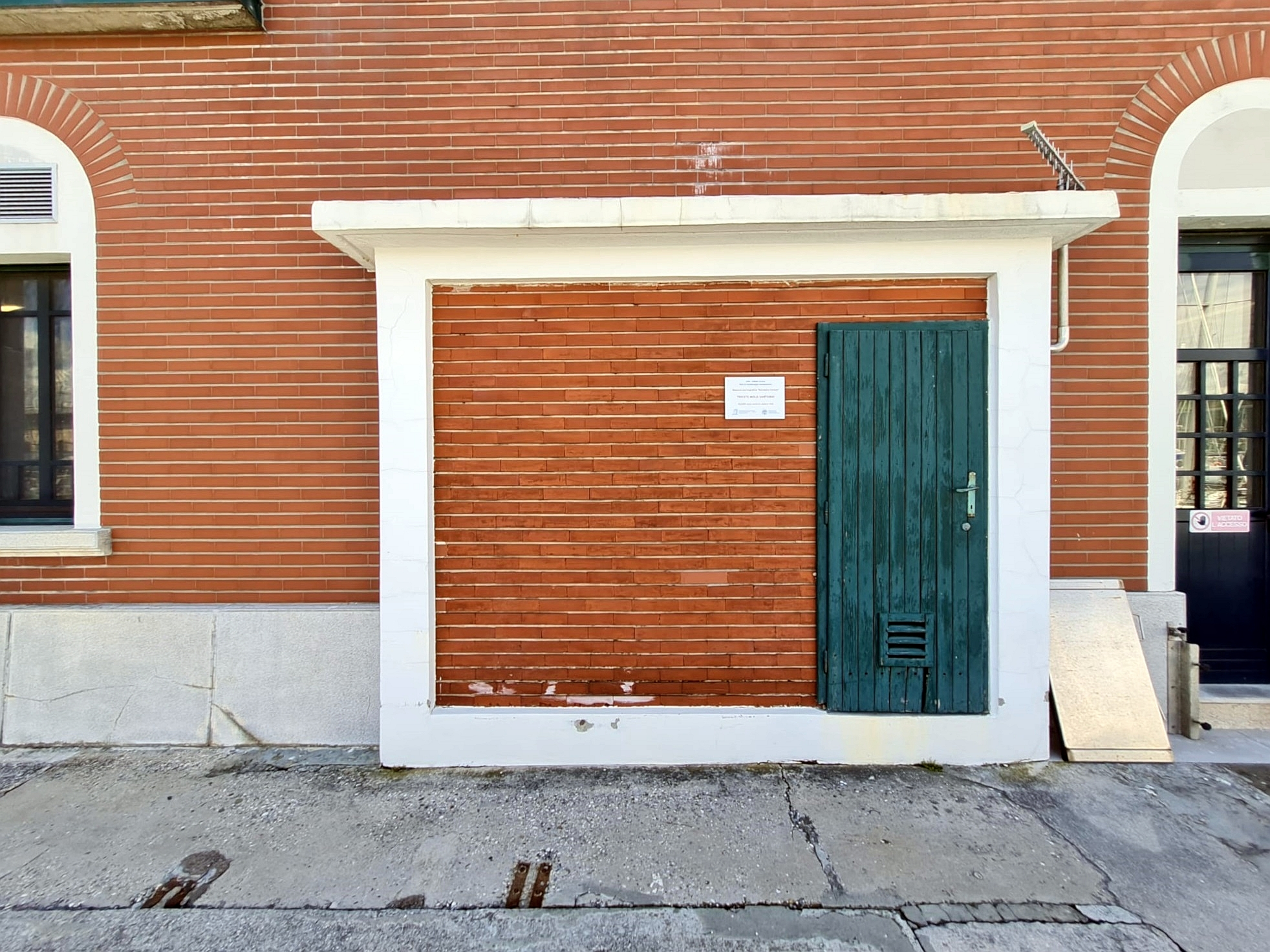
Instrumentengebäude des Mareografen für den Pegel Triest am Molo Sartorio in Triest

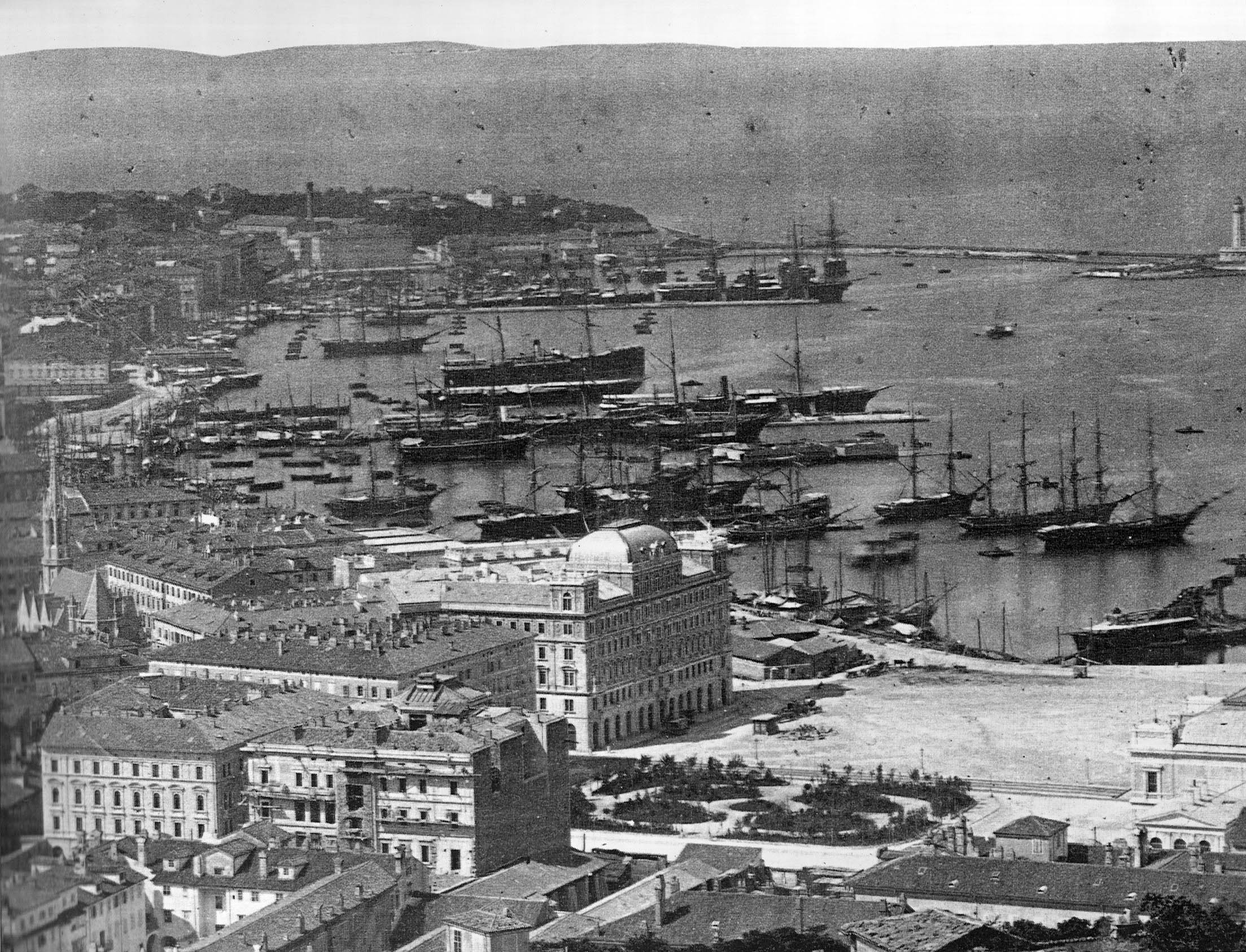
Hafen von Triest um 1885

Meter über Adria ist eine Angabe der Höhe über dem Meeresspiegel mit drei möglichen Bezugshöhen. So wird die Angabe in Österreich bezogen auf einen 1875 (damals Österreich-Ungarn) festgelegten mittleren Pegelstand der Adria am Molo Sartorio in Triest verwendet (Pegel Triest 1875). In den jugoslawischen Nachfolgestaaten hingegen bezieht sich das System auf den mittleren Pegelstand am Molo Sartorio von 1900 (Pegel Triest 1900), während eine gleichlautende Höhendefinition für Albanien auf den Pegel Durrës, den mittleren Pegelstand in der Stadt Durrës, bezogen ist.

## Abkürzungen
Je nach Landessprache wird es verschieden abgekürzt:
- Österreich: m ü. Adria, m ü. A. oder müA, umgangssprachlich auch Seehöhe, Adriahöhe oder Gebrauchshöhe
- Ungarn: mAf von méter Adria felett
- jugoslawische Nachfolgestaaten: m. i. J. von Metara iznad Jadrana

## Pegel
Während für Österreich als Referenzwert der Pegel von 1875 gilt, wird für die Gebiete des ehemaligen Jugoslawien der Pegel von 1900 verwendet (Nadmorska visina, m/nv). Allerdings hat sich beim österreichischen Bezugshorizont zum ursprünglichen Fehler von 9 cm auch der Anstieg des Meeres auf eine Abweichung von 30 cm zum tatsächlichen Pegel verändert.
Im Kreise der ehemaligen sozialistischen Volksrepubliken Europas wurden nach Ende des Zweiten Weltkriegs viele Länder auf die Höhendefinition Kronstädter Pegel umgestellt.
In Albanien (normal-orthometrische Höhe) werden als Höhenangaben ebenfalls Meter über Adria verwendet, wobei auf einen in der Hafenstadt Durrës bestimmten Pegel Durrës Bezug genommen wird (Mareograf im Hafen Durrës).

## Höhendifferenzen zwischen Österreich und dessen Nachbarstaaten
In Österreich wird die normal-orthometrische Höhe (sphäroidische Höhe) verwendet. Die Nachbarstaaten Österreichs verwenden andere Bezugshöhen und Methoden, was zu Differenzen zwischen den Höhenangaben führt. Diese betragen an den Staatsgrenzen zu
- Deutschland: +25 bis +34,6 cm (Normalhöhe –  Wallenhorst – Normalhöhennull)
- Italien: −0,5 bis −3,2 cm (Orthometrische Höhe – Pegel Genua)
- Schweiz: −1,6 bis −7,5 cm (Orthometrische Höhe – Pegel Marseille – Meter über Meer)
- Slowakei: +57 cm Normalhöhe (metrov nad morom (m n.m.) – Pegel Kronstadt)
- Slowenien: −8 bis −12 cm (normal-orthometrische Höhe – Pegel Triest 1900)
- Tschechien: +46 bis +56,3 cm (Normalhöhe – Pegel Kronstadt)
- Ungarn: +49,6 bis +60,6 cm (Normalhöhe, ungarisch Tengerszint feletti magasság – Pegel Kronstadt).

(Differenzen: HÖsterreich − HNachbarstaat)